# Saint-Aubin-du-Plain
Saint-Aubin-du-Plain – miejscowość i gmina we Francji, w regionie Nowa Akwitania, w departamencie Deux-Sèvres.
Według danych na rok 1990 gminę zamieszkiwało 527 osób, a gęstość zaludnienia wynosiła 37 osób/km² (wśród 1467 gmin regionu Poitou-Charentes Saint-Aubin-du-Plain plasuje się na 537. miejscu pod względem liczby ludności, natomiast pod względem powierzchni na miejscu 622.).